# Fredrik Stoor
Fredrik Stoor (* 28. Februar 1984 in Stockholm) ist ein schwedischer ehemaliger Fußballspieler. Der Abwehrspieler debütierte 2008 in der schwedischen Nationalmannschaft.

## Werdegang
Stoor begann mit dem Fußballspielen bei Kärrtorp BK. Über Skogås/Trångsund FF kam er 1996 in die Jugend von Hammarby IF. Am 1. Mai 2003 debütierte er für den Klub in der Profimannschaft. Nachdem er in seinen beiden ersten Spielzeiten nur sporadisch zum Einsatz gekommen war, etablierte er sich ab der Spielzeit 2005 im Profikader und kam regelmäßig zum Einsatz. Im Dezember 2006 wurde er von Rosenborg BK im Tausch gegen den uruguayischen Mittelfeldspieler Sebastián Eguren verpflichtet.
In Norwegen konnte sich Stoor als Stammspieler durchsetzen und lief für RBK in der Tippeligaen und im Europapokal auf. Durch gute Leistungen machte er Nationaltrainer Lars Lagerbäck auf sich aufmerksam und am 13. Januar 2008 debütierte Stoor in der schwedischen Nationalmannschaft anlässlich einer Südamerikatour der Schweden beim 1:0-Erfolg über die costa-ricanische Nationalmannschaft. Im Sommer berücksichtigte Lagerbäck ihn im Kader für die Europameisterschaft 2008, wo er sich auf der rechten Abwehrseite der schwedischen Elf etablieren konnte.
Durch seine internationalen Auftritte weckte Stoor das Interesse von Mannschaften außerhalb Nordeuropas. Während des Transferfensters im Sommer 2008 schloss er sich dem FC Fulham in der englischen Premier League an, bei dem er einen Vier-Jahres-Kontrakt unterzeichnete. Bei seinem neuen Arbeitgeber lief er zunächst hauptsächlich in Pokalspielen auf, sein Premier-League-Debüt feierte er im Oktober bei der 0:1-Niederlage gegen West Bromwich Albion, als er für John Paintsil eingewechselt wurde. Nachdem er sich in der Premier League nicht durchsetzen konnte, verlieh ihn der Klub im September 2009 an den Zweitligisten Derby County, für den er in der Football League Championship regelmäßig auflief. Mitte Dezember rief ihn sein Stammklub kurz vor Ablauf der bis zum Jahreswechsel andauernden Leihfrist nach einer Verletzung zurück. Anschließend suchte er während der Wintertransferperiode nach einem neuen Klub. Die Angebote passten jedoch nicht zu den Vorstellungen des Vereins oder des Spielers, so dass er weiterhin im Kader des Erstligisten steht.
Nachdem er sich auch im Folgejahr nicht beim FC Fulham durchsetzen konnte, wechselte er zum norwegischen Erstligisten Vålerenga Oslo und unterschrieb dort einen Vertrag bis Ende Juni 2013. Nach einer Leihe wechselte er 2012 zu Lillestrøm SK. 2016 beendete er seine aktive Karriere.